# 藤沢市立白浜養護学校
藤沢市立白浜養護学校（ふじさわしりつ しらはまようごがっこう）は、神奈川県藤沢市辻堂西海岸一丁目にある公立養護学校。知的障害児を教育対象とする。

## 設置学部
- 小学部
- 中学部
- 高等部

## 沿革
- 1962年（昭和37年）4月1日 - 藤沢市立鵠洋小学校内に開校
- 1962年（昭和37年）7月10日 - 現在地に移転
- 1979年（昭和54年）3月31日 - 訪問学級開設
- 1992年（平成4年）3月31日 - 訪問学級廃止
- 1996年（平成8年）4月3日 - 高等部開設
- 1997年（平成9年）7月18日 - 校舎全面改築完了

## 交通アクセス
- JR辻堂駅から徒歩約15分。